# Аксайський сільський округ (Темірський район)
Акса́йський сільський округ (каз. Ақсай ауылдық округі, рос. Аксайский сельский округ) — адміністративна одиниця у складі Темірського району Актюбінської області Казахстану. Адміністративний центр — село Аксай.
Населення — 1168 осіб (2021; 1940 у 2009, 2715 у 1999, 3335 у 1989).
Станом на 1989 рік існувала Бородіновська сільська рада (села Благовіщенське, Бородіновка, Рождественське) та Перелюбовська сільська рада (села Перелюбовка, Ставрополь). 2019 року до складу округу була включена територія ліквідованого Шигирлийського сільського округу (села Ащисай, Бірлік, Шигирли) площею 880,76 км², в цей же час територія площею 410,24 км² була передана до складу Жаксимайського сільського округу.

## Склад
До складу округу входять такі населені пункти:
| Населений пункт  | Колишні назви  | Населення, осіб (1989) | Населення, осіб (1999) | Населення, осіб (2009) | Населення, осіб (2021) |
| ---------------- | -------------- | ---------------------- | ---------------------- | ---------------------- | ---------------------- |
| Аксай, село      | Перелюбовка    | 1368                   | 1406                   | 1002                   | 691                    |
| Ащисай, село     | Благовіщенське | 285                    | 360                    | 252                    | 78                     |
| Бірлік, село     | Рождественське | 477                    | 291                    | 211                    | 101                    |
| Ставрополь, село | -              | 371                    | -                      | -                      | -                      |
| Шигирли, село    | Бородіновка    | 834                    | 658                    | 475                    | 298                    |